# Лямони (Красногородська волость, поблизу Гаврів)
Лямони (рос. Лямоны) — присілок в Красногородському районі Псковської області Російської Федерації.
Населення становить 16 осіб. Входить до складу муніципального утворення Красногородська волость .

## Історія
Від 2015 року входить до складу муніципального утворення Красногородська волость .

## Населення
1. Н/Д[2]